# Богдан Попгьорчев
Богдан Попгьорчев или Попгеорчев е български лекар, жертва на политическия терор в Социалистическа Република Македония.

## Биография
Роден е на 25 май 1904 година в град Велес, тогава в Османската империя. През 1922 година влиза в Македонската младежка тайна революционна организация. От 1924 до 1930 година учи медицина във Виена. След като се завръща започва да работи като лекар към железницата, а впоследствие си отваря частна практика. Разочарова се от братоубийствените войни във ВМРО. Участва в демонстрации пред сградата на управата на Вардарската бановина. Подписва заедно с други съмишленици меморандум за отделяне на Вардарска Македония от Кралство Югославия. Сред основателите е на списание „Луч“. На 28 октомври 1940 година на среща в къщата си подготвя бойкот на посещението на сръбския патриарх Гавриил във Велес по повод 100-годишнината на църквата „Свети Панталеймон“. В него от страна на ВМРО участват Попгьорчев, Георги Попандов и Коце Ванов (кмет на Велес през войната), а от страна на ЮКП - Страхил Гигов и Лазар Стоянов – Азаня. Разпечатани са обявление до народа на партийната техника на ЮКП и бойкотът е успешен.
На 20 април 1944 година като запасен санитарен лекар е повикан на обучение в 56-и пехотвен велешки полк О.З сантираен подпоручник Д-р Богдан Атанасов Поп Георчев.[необходимо е уточнение]
По време на Втората световна война е околийски лекар и като такъв помага на редица югославски партизани да се лекуват и крият. През септември 1944 година измъква от германците седем пленени югославски партизани от Осма македонска ударна бригада. При навлизането на югославските партизани на 10 ноември 1944 във Велес е арестуван. Разстрелян е на 15 или 16 януари 1945 година по време на Велешкото клане.